# Kong Haakon VII Hav

Översiktskarta, Kung Håkon VII havet överst på kartan.

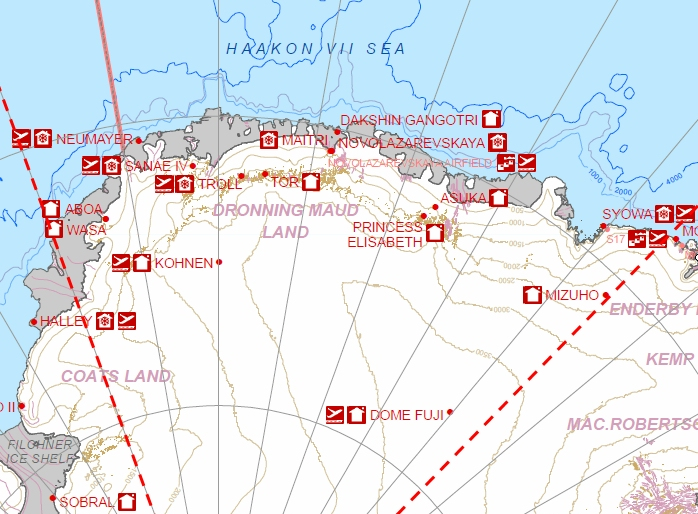
Områdeskarta över Kung Håkon VII havet.

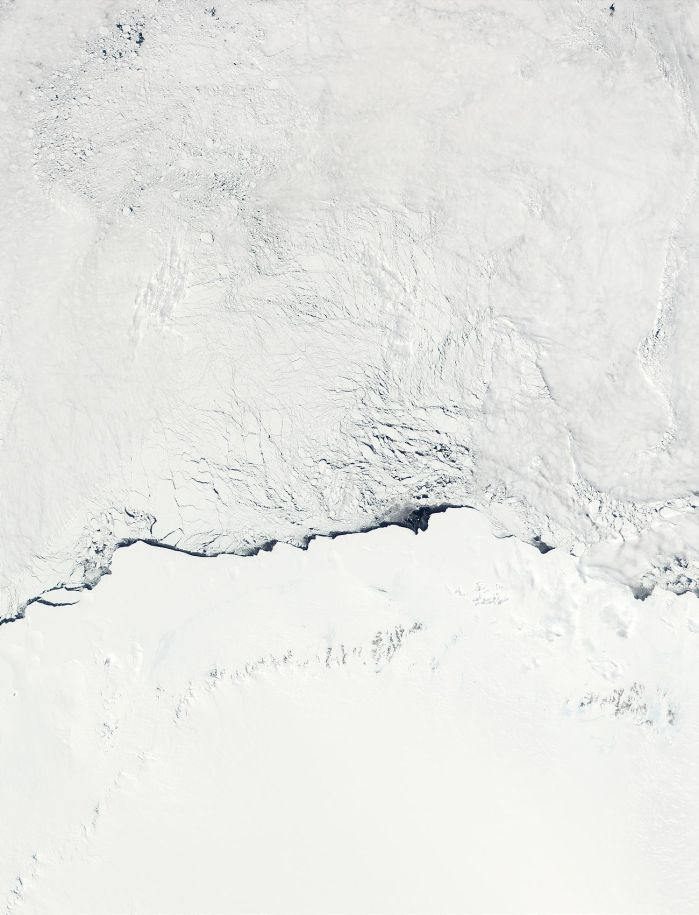
Kung Håkon VII havet kring Prinsessan Marthas kust, Prinsessan Astrids kust och Prinsessan Ragnhilds kust.

Kung Håkon VII:s hav (norska: Kong Haakon VII Hav) är ett randhav till Antarktiska oceanen och ligger utanför Östantarktis.

## Geografi
Kung Håkon VII havet ligger utanför Drottning Mauds land och sträcker sig cirka 10 090 km från Stancomb-Wills glaciären vid Kronprinsesse Märtha Kyst i väst längs Prinsesse Astrid Kyst, Prinsesse Ragnhild Kyst, Prins Harald Kyst till Shinnan glaciären vid Prins Olav Kyst i öst.
Havet sträcker sig mellan 20° V och 44° Ö och är istäckt större delen av året. Under hösten bildas packis som ligger fram till våren. 
Området är en viktig boplats för rossälen (Ommatophoca rossii).

## Historia
Den 27 januari 1820 gjorde ryske Fabian von Bellingshausen den första dokumenterade upptäckten av Terra Australis (Antarktis) när han kryssade här i området nära Fimbul shelfisen vid Kronprinsesse Märtha Kyst.
Området namngavs efter Håkon VII, förste kung av Norge (efter Unionsupplösningen) åren 1905 till 1957.